# Rüchi
Der Rüchi ⓘ ist ein Berg östlich von Tierfehd (Linthal GL) im Kanton Glarus in der Schweiz mit einer Höhe von 2849,8 m ü. M. Der Name Rüchi bezeichnet öde Schutthalden (Schweizerdeutsch: ruch = rau).

## Lage und Umgebung
Der Rüchi gehört zur Hausstockgruppe, einer Untergruppe der Glarner Alpen. Der Gipfel befindet sich komplett auf Gemeindegebiet von Glarus Süd.
Zu den Nachbargipfeln gehören das Scheidstöckli, der Vorstegstock, das Hintersulzhorn, der Ruchi, der Muttenstock und der Nüschenstock.
Talort ist Linthal, häufiger Ausgangspunkt ist die Muttseehütte.

## Routen zum Gipfel

### Von Nordosten (via Muttseehütte)
- Ausgangspunkt: Tierfehd (803 m), Kalktrittli (1860 m) oder Muttseehütte (2501 m)
- Via: Westlich vorbei am Muttsee zum Grat zwischen Rüchi und Scheidstöckli (2742 m)
- Schwierigkeit: BG
- Zeitaufwand: 6½ Stunden von Tierfehd, 4 Stunden vom Kalktrittli oder 1½ Stunden von der Muttseehütte
- Bemerkung: Bis Kalktrittli kann mit der Seilbahn der Kraftwerke Linth-Limmern gefahren werden.[1]

### Von Nordosten (via Vorstegstock)
- Ausgangspunkt: Linthal (662 m)
- Via: Vorstegstock (2678 m) zum Grat zwischen Rüchi und Scheidstöckli (2742 m)
- Schwierigkeit: BG
- Zeitaufwand: 7½ Stunden

### Von Süden
- Ausgangspunkt: Nüschenstock (2893 m)
- Schwierigkeit: BG
- Zeitaufwand: ¼ Stunde

### Von Westen
- Ausgangspunkt: Tierfehd (803 m) oder Linthal (662 m)
- Via: Tor, Wildwüeschti
- Schwierigkeit: BG
- Zeitaufwand: 6 Stunden von Tierfehd, 8 Stunden von Linthal
- Bemerkung: Nicht lohnend, viel Schutt und Geröll.

## Galerie

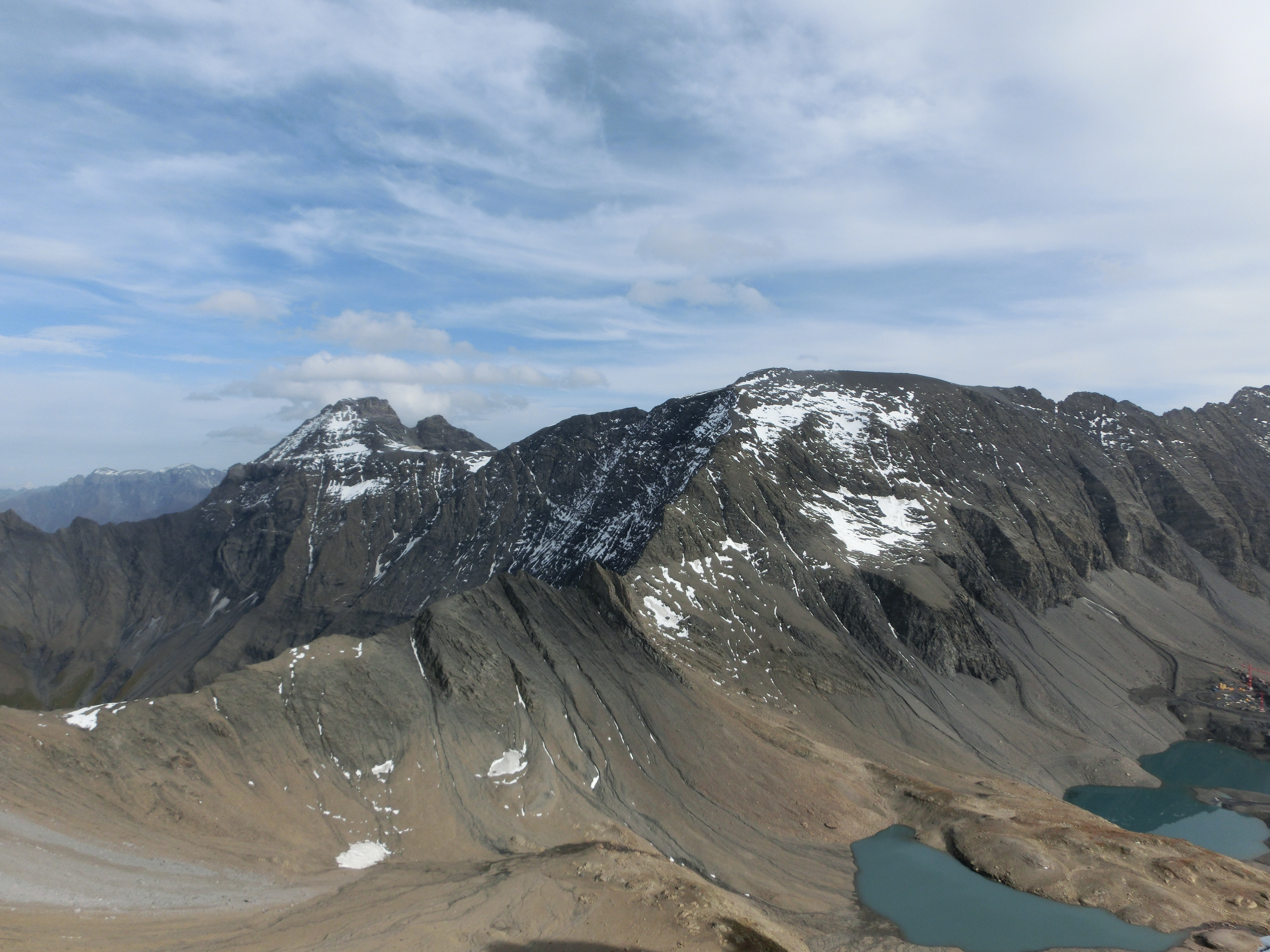
Blick zu Hausstock (links) und Ruchi (rechts).
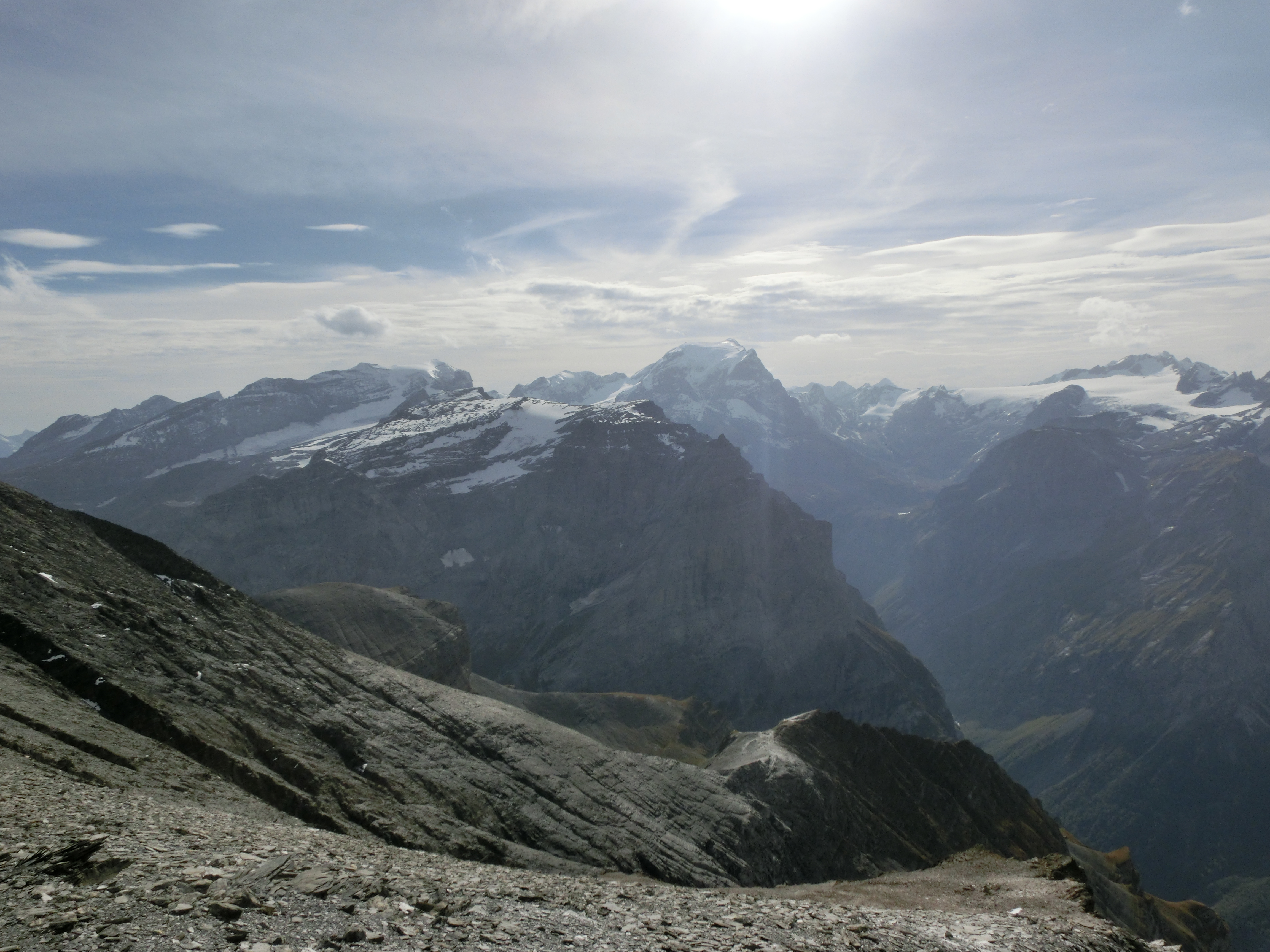
Blick zum Tödi.
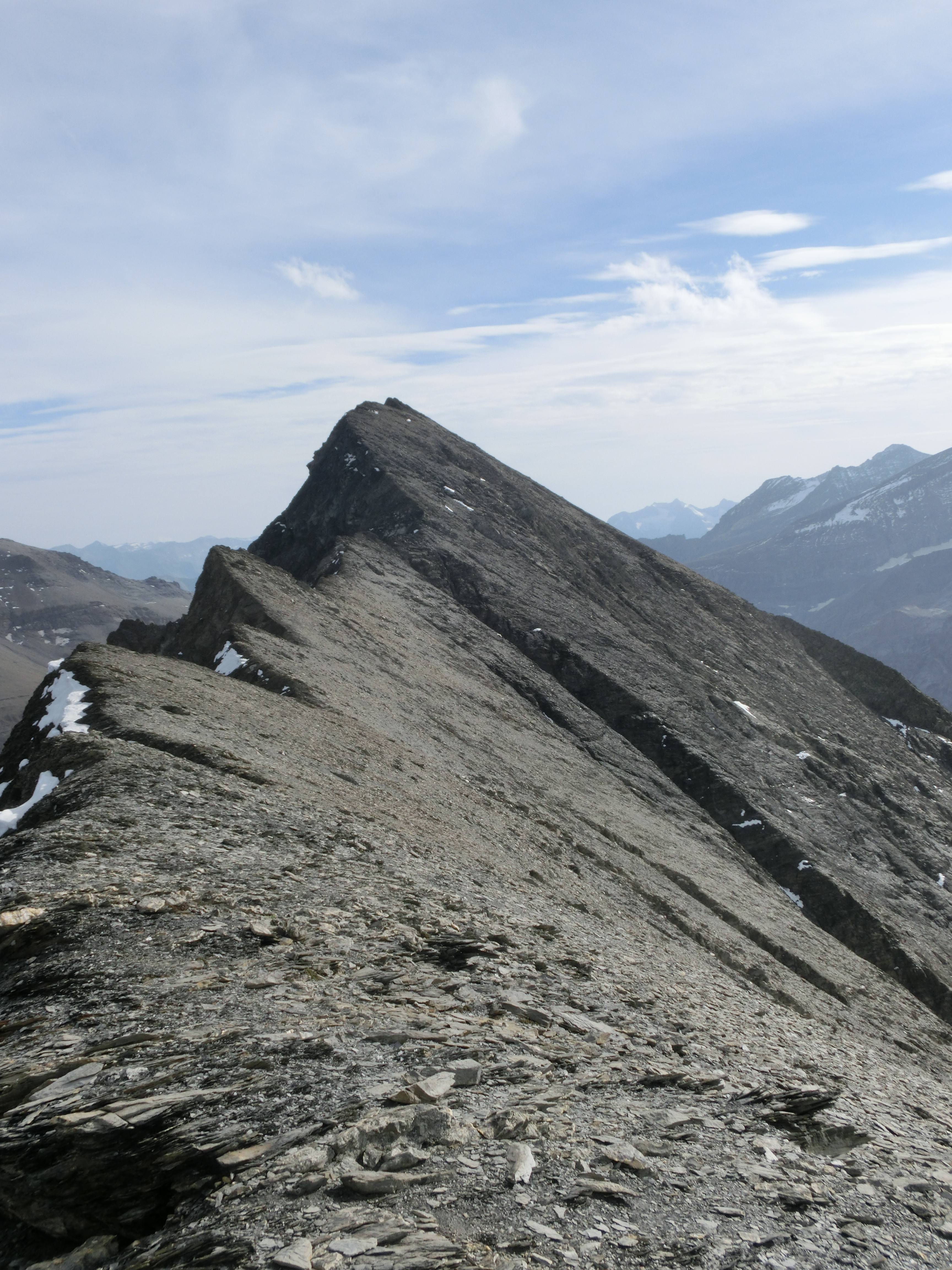
Blick nach Süden zum Nüschenstock.
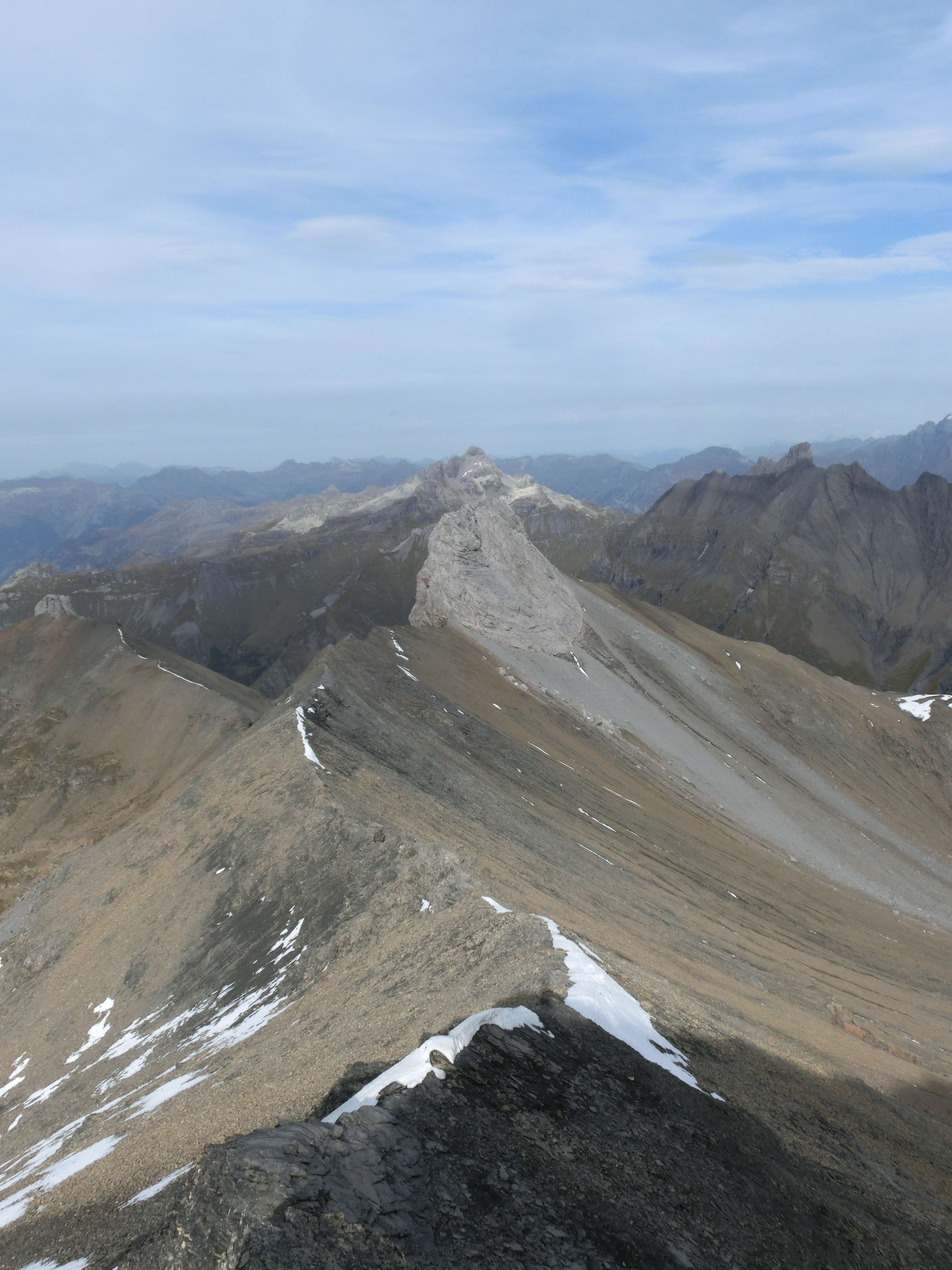
Blick Richtung Nordosten zum Scheidstöckli.
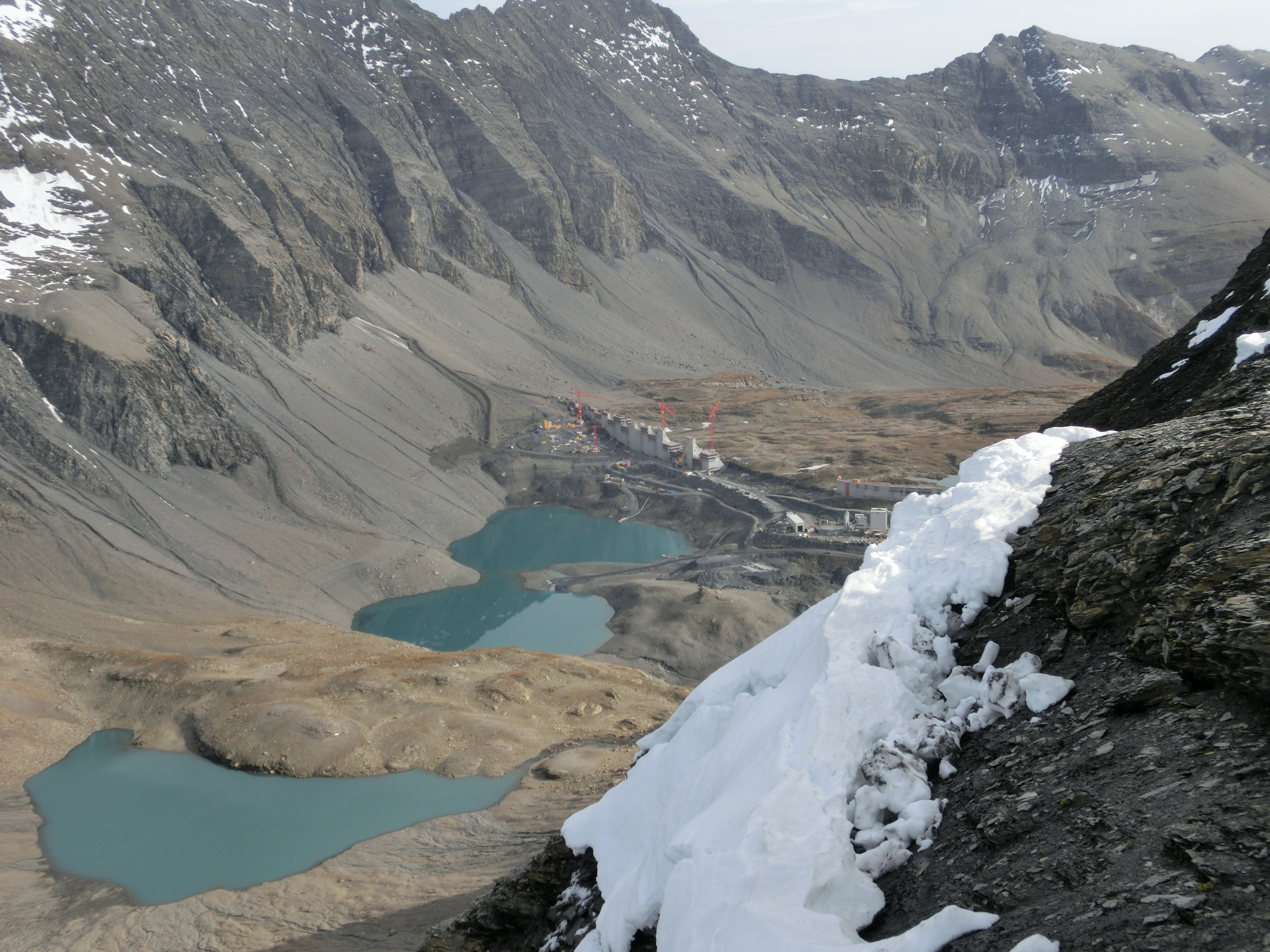
Blick zur Baustelle Muttsee der Kraftwerke Linth-Limmern